# 斯洛伐克國家美術館
斯洛伐克國家美術館是斯洛伐克的一個美術館群，總部位於斯洛伐克首都布拉提斯拉瓦。斯洛伐克國家美術館成立於1949年7月29日。

## 历史
國家美術館於1949 年7月29日依法成立。它的展覽設置於的埃斯特哈茲宮和水營房宮。國家美術館還管理除了布拉迪斯拉發以外的其他畫廊：位於茲沃倫的茲沃倫城堡、斯皮什卡貝拉的斯特拉茲基宅邸等區域。K. 霍瓦特-斯坦西斯（K. Horvath-Stansith）的哀悼肖像被認為是該館藏巴洛克藝術中最重要的收藏之一。

## 外部連結
- Official website of SNG （页面存档备份，存于）